# Skattebølův přesmyk
Skattebølův přesmyk je organická reakce přeměňující geminální dihalogenované cyklopropany na alleny s využitím organolithných zásad. Reakce probíhá přes karbenový meziprodukt:
Pokud je na cyklopropanový kruh navázána 2-vinylová skupina, tak se vytváří cyklopentadien v reakci označované jako vinylcyklopropanový přesmyk.
Podobnou reakcí je Doeringova–LaFlammeova syntéza allenů, při které vzniká stejný cyklopropylidenový meziprodukt z geminálního dibromcyklopropanu, za přítomnosti alkalického kovu.